# Darth Maul
Darth Maul je fiktivní postava ze Star Wars, kterou v prvním snímku ságy ztvárnil britský herec Raymond Park. Jedná se o Temného Pána ze Sithu a prvního učedníka Dartha Sidiouse. Jako malé dítě byl vybrán Sestrami noci pro Sidiouse, aby se v tajnosti naučil používat temnou stranu Síly. Po celé dětství až do dospělosti byl pod temným vlivem svého učitele, a stal se tak velmi užitečným „nástrojem“ jeho ambicí. Maul byl mistrem forem Juyo a Jar'Kai a ovládal i starodávné bojové umění zvané Teräs Käsi. Jako svou zbraň si vybral oboustranný světelný meč, který sestrojil podle nákresů Darth Zannah, avšak v seriálu Klonové války už používá jednoduchý světelný meč. 
V letech vedoucích k invazi na Naboo poslal Sidious Maula na několik politických vražedných misí, nejvýznamnější byla proti Black Sun, ale Maul toužil bojovat hlavně proti rytířům Jedi. V roce 32 BBY byl vyslán Sidiousem, aby zlikvidoval mistra Jedi Qui-Gon Jinna a jeho padawana Obi-Wan Kenobiho. Pronásledoval je na planetu Tatooine, a později až na Naboo, kde došlo k souboji, během kterého Maul Qui-Gon Jinna usmrtil. Poté se utkal s Kenobim, který ho porazil, když ho světelným mečem rozsekl na dvě části, jež spadly do větrací šachty. 
Fanoušci ságy dlouho věřili, že Maul souboj s Kenobim nepřežil, ale animovaný seriál Klonové války odhalil, že Maul ze souboje vyvázl živý, avšak zmrzačený.

## Biografie (kanon)

### Mládí (54 – 33 BBY)
Darth Maul byl Zabrak narozený na Dathomiru, kde žila početná komunita jeho rasy. On a jeho pokrevní příbuzní tvořili bratrstvo Bratři noci. 
V raném věku ho přijal Darth Sidious od Matky Talzin (vůdkyně klanu Sestry noci, který má v područí klan Bratry noci) a začal ho téměř okamžitě cvičit. Zasvěcen do temné strany Síly od dětství, Maul rostl jako bytost, která zná pouze hněv a touhu po krvi. Maul zabíjel živé bytosti bez milosti, protože jakýkoliv strach při tréninku byl tvrdě trestán Sidiousem, a jakákoli známka soucitu byla odměněna krutostí. Když dospěl, Sidious ho přetvořil na nástroj čisté nenávisti, označený sithskými tetováními, které pokrývaly jeho svalnaté tělo. Navzdory traumatickému dětství cítil Maul synovské pouto ke svému mistrovi a nikdy nezpochybnil jeho autoritu – až do své poslední zkoušky.

### Mise (33 BBY)
V roce 33 BBY, vyslal Sidious Maula do Vnějšího okraje, aby odstranil Droviana jménem Silus, který byl citlivý na Sílu. Sidious označil Siluse za hrozbu pro své plány, protože hojně využíval temnou stranu Síly, což by mohlo přitáhnout pozornost Jediů. Nařídil tedy Maulovi, aby ho eliminoval, což také udělal. Ne dlouho po této události, dostal Maul rozkaz zabít Eeta Kotsu, Huttského válečníka, který se chystal postavit do cesty Darth Sidiousovým plánům. Maul zlikvidoval Kotsu i jeho vojenské síly a tím zajistil Sithům bezproblémový průchod.

### Infiltrace Black Sun
Black Sun, organizace zabývající se černým obchodem, byla už od vzniku Sithů trnem v oku, proto Sidious pověřil Maula eliminací jejich lídrů. Během infiltrace černého obchodního kartelu zabil všechny významné členy vedení Black Sun a tím rozložil celou organizaci. 

### Invaze na Naboo (32 BBY)
Na vrcholu Maulovy kariéry jej Sidious nasadil jako hlavní zbraň při invazi na Naboo, kterou chtěl podvrhnout Republiku. Během souboje s Qui-Gon Jinnem a Obi-Wanem Kenobim na Naboo Maul ukázal svou zručnost v boji se světelným mečem, což vedlo k úmrtí Qui-Gon Jinna. V souboji s Obi-Wanem byl ovšem sám poražen a rozseknut ve dví. Spadl do větrací šachty, kde byl považován za mrtvého.

### Návrat (20 BBY)
Maul přežil, avšak přišel o dolní polovinu těla a propadl šílenství. Po více než deseti letech byl nalezen jeho bratrem Savagem Opressem na planetě skládek Lotho Minor, kam ho dovedl amulet očarovaný Matkou Talzin. Pak vzal Maula na jejich domovskou planetu Dathomir, kde ho Matka Talzin pomoci své magie navrátila do plného duševního zdraví a byly mu vytvořeny bionické nohy. Od té doby se stal hrozbou pro Republiku a JedI a netoužil po ničem jiném, než pomstě na Kenobim. Tak se rozhodl vylákat ho vyvražděním vesnice nevinných, což vyšlo a Obi-Wan se za ním vydal, ale na místě byl přemožen Maulem s pomocí Savage. Poté ho Maul plánoval mučit až k smrti, ale nečekaně se objevila uživatelka Síly a bývalá členka Separatistů Asajj Ventress, která se zase chtěla pomstít Savagovi za zradu a tak se spojila se svým bývalým nepřítelem Obi-Wanem proti společným nepřátelům, kterým po souboji nakonec museli uprchnout.

### Cesta k moci (20 - 19 BBY)
Později se Maul prohlásil Savagovým mistrem. Pak se se Savagem pokusili spojit s piráty Honda Ohnaky na planetě Florrum, i když z počátku některé přesvědčil slibem výdělku a obrátil je proti Hondovi, Hondo sám nakonec všechny piráty znovu sjednotil proti Maulovi, po kterém začali pálit z blasterů. Ještě k tomu se na scéně objevil Obi-Wan s členkou Rady Jedi Adi Galliou, aby je dopadli, ale během souboje byla Adi zabita Savagem a poté i s Maulem unikli Obi-Wanovi, kterému vážně poškodili loď, aby je nemohl pronásledovat. Při útěku však byla jejich loď zasažena piráty a začala se řítit k zemi, a tak Maul se Savagem odletěli do vesmíru v únikovém modulu.
V modulu, kde už selhávala podpora života upadli Maul se Savagem do bezvědomí, ale včas je našla mandalorianská Umrličí hlídka, jejichž vůdce Pre Vizsla je chtěl využít pro ovládnutí Mandaloru s úmyslem je poté popravit, ale ve skutečnosti Maul využíval je. Společně se dohodli na svržení pacifistické vlády Mandaloru vévodkyně Satine Kryze a pro úspěch se na návrh Maula spojili s několika zločineckými syndikáty a ty které odmítly ovládli silou. Poté se vydali Maul, Savage a syndikáty na Mandalore, aby zde vyvolali chaos, který na oko potlačila Umrličí hlídka, aby v očích mandalorianské veřejnosti vypadali jako hrdinové a vláda vévodkyně Satine jako nekompetentní a slabá. Díky tomu uvěznil vévodkyni a ustanovil se novým vládcem s tvrzením, že Satine s vládou utekla. Když bylo dokonáno, Pre uvěznil i Maula se Savagem, ale ti krátce poté uprchli a Maul vyzval Preho na souboj o Temný meč a s ním spojenou vládu nad Mandalorem, který Maul vyhrál a zabil Preho, čímž se Maul, kromě bosse několika syndikátů, stal i vládcem Mandaloru, tzv. Mando'a. Ze smrti Pre Vizsly byla obviněna Satine.